# Vincenz Havlicek

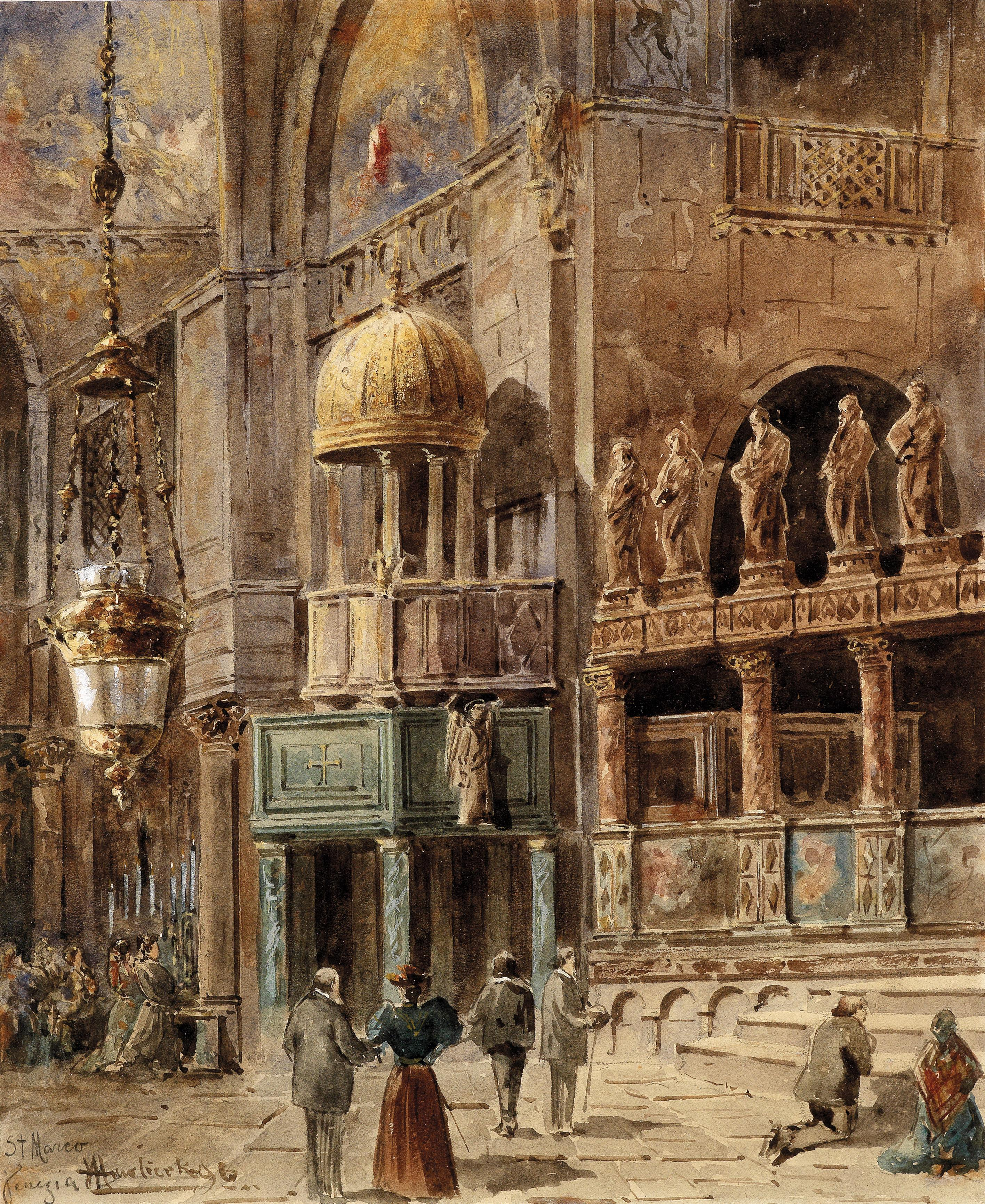
San Marco 1896

Vincenz Havlicek (Havliček, * 20. März 1864 in Wien; † 28. September 1915 ebenda) war ein österreichischer Maler.

## Leben
Von 1880 bis 1886 besuchte er als Schüler von Eduard von Lichtenfels die Wiener Akademie der Bildenden Künste. Er widmete sein Werk von mehreren hundert Bildern überwiegend der Landschaftsmalerei in Aquarell.

## Anerkennungen
- Im Jahr 1937 wurde in Wien-Floridsdorf (21. Bezirk) die Hawlicekgasse nach ihm benannt.